# Stora Höga Kyokushin Karateklubb
Stora Höga Kyokushin Karateklubb (SHKK) är en svensk karateklubb från Stora Höga, bildad 2005 och som tränar karatestilen Kyokushin.
Föreningen har ca 200 medlemmar (2015) och drivs helt i ideell regi. Klubben tränar i sin egen dojo som är centralt belägen i Stora Höga och som kunde byggas med investeringsstöd från Idrottslyftet och driftsstöd från Stenungsunds kommun.
Klubben grundades av Per-Åke Minborg och Niklas Ballay som båda har tränat i Ale Karate Club.
Klubben är en av de största klubbarna i Stora Höga som inte håller på med bollsport.